# 四里河
四里河，又名三岔河，是安徽省合肥市的一条河流，南淝河的主要支流之一。四里河发源于长丰县岗集镇青峰岭，于庐阳区武警安徽省总队医院西侧注入南淝河，全长29公里，流域面积194平方公里。上游建有大官塘水库、大房郢水库，中下游沿岸有大房郢体育公园、中国铁建国际城湿地公园、四里河生态公园等。